# 房间 (2015年电影)
是一部2015年由爱尔兰导演兰尼·阿伯拉罕森执导的英语电影，编剧艾玛·多诺霍改编自她本人所写的同名小说。布丽·拉尔森和雅各·特倫布雷主演，琼·爱伦、威廉·霍尔·梅西、西恩·布里吉参演。入选2015年多伦多影展特别展映单元，并赢得最高荣誉“人民选择奖”。北美于10月16日有限上映，11月6日正式公映。

## 劇情
故事設定發生在多倫多，留著一頭長髮的5歲男孩傑克從出生就和母親喬伊被囚禁在一個不足10坪工具間裡相依為命。他從出生一直未見過外面的世界，對他而言「房間」以外的世界就像外太空一樣未知，當一位名叫老尼克的男子來過夜時，他需要躲進衣櫃裡睡覺。原來喬伊17歲時遭老尼克誘拐後就一直被囚禁在工具間裡，工具間上著密碼鎖，除了老尼克沒人知道密碼，也沒人知道喬伊和傑克住在這裡，當老尼克帶著一些日用品過來時也會利用喬伊洩慾，所以傑克才要躲進衣櫃，而喬伊被監禁的2年後生下傑克，至今長達7年。一天夜裡傑克趁老尼克睡著時跑出衣櫃，老尼克醒來的同時也驚醒喬伊，害怕傑克受到傷害的喬伊對老尼克出手反遭毒打一頓，此時喬伊意識到自己不能夠在迫於老尼克的淫威之下，開始告訴傑克現實世界的層面並要求兒子聯手上演脫逃記。起先喬伊讓傑克裝病要求老尼克帶著他去醫院，老尼克堅持只讓傑克服用成藥，當晚直接離開。於是喬伊又訓練兒子因病裝死好讓老尼克帶著兒子的「屍體」離開，並告訴傑克在車子行進的途中必須設法逃走向路人求救，隔天傍晚老尼克回來時，喬伊將傑克捲進地毯裡並假裝痛失愛子而情緒崩潰，老尼克不想和傷心欲絕的喬伊起爭執於是答應將傑克的「屍體」帶到其他地方埋葬，傑克在脫逃的過程中雖然出了意外，但也成功引起路人的關注逃離老尼克的魔掌，在女警的耐心和機靈之下成功找到喬伊被囚禁的工具間，老尼克被捕，喬伊和傑克雙雙獲救。
在醫院休養的喬伊母子也和父母相聚，此時喬伊才發現父母已經離婚，父親羅伯特已經搬到其他地方，而母親南西現在和一位名叫里奧的男子同居。喬伊的父親雖然很高興女兒遇劫歸來，但無法接受外孫傑克的存在，認為他是一個來路不明的孩子，返家後情緒陷入低潮的喬伊認為自己不幸的遭遇來自於年少時母親總是灌輸要幫助弱勢的觀念，才會讓自己被壞人誘拐。而起初對外面世界感到膽怯的傑克在外婆南西和同居人里奧的耐心陪伴之下逐漸敞開心房。後來媒體記者對於喬伊的遭遇進行了個人訪談，卻犀利的提問到當初生下傑克時，怎麼沒想過拜託老尼克將孩子送走，至少能夠給傑克一個較為正常的童年，面對這樣的疑問有如五雷轟頂的喬伊意識到自己可能是個自私又失格的母親，當晚在浴室吞藥自殺，所幸被傑克即時發現後送醫撿回一條命。
起先回歸正常生活傑克不願剪掉伴隨自己多年的長髮，認為這是他獲得力量的泉源，看見自己的媽媽遭受巨大的打擊，傑克認為是時候要將這股力量分給媽媽，於是拜託外婆剪去自己的長髮交給媽媽，且在媽媽出院後主動要求到「房間」探視，喬伊理解到自己做了不明智的舉動傷害傑克，也答應和傑克一起回到「房間」向過去道別。

## 角色
- 布丽·拉尔森 - 喬伊·紐森，本劇主角，傑克的母親。
- 雅各·特倫布雷 - 傑克·紐森，喬伊和老尼克的兒子。
- 琼·爱伦 - 南西，喬伊的母親。
- 威廉·霍尔·梅西 - 羅伯特·紐森，喬伊的父親。
- 西恩·布里吉 - 老尼克，傑克的父親。
- 梅根·朴 - 蘿拉
- 凱斯·安凡 - 米塔醫生
- 阿曼达·布鲁盖尔 - 帕克警官
- 喬·平格 - 葛拉包斯基警官
- 湯姆·麥卡安瑪斯 - 里奧，南西的同居人。

## 制作
2014年11月10日在多伦多开拍，同年12月15日杀青。

## 反响
收获普遍好评，烂番茄新鲜度95%，在Metacritic上得到86分。
至今全球累计3620万美元，其中北美取得1470万美元。